# Laia Ballesté Sciora
Laia Ballesté Sciora   (l'Ampolla, 22 de febrer de 1999) és una futbolista professional catalana que juga com a defensa a l'Espanyol, a la Primera Divisió Femenina d'Espanya. Té la nacionalitat suïssa, la qual representa a nivell internacional.

## Carrera de clubs
Després de jugar amb l'equip B del València CF i passar una temporada amb l'Alavés, Ballesté va arribar a la màxima divisió espanyola al fitxar l'any 2020 pel EdF Logroño. Va debutar a la Copa espanyola de futbol femenina a la semifinal de l'edició de 2019-20, jugant els 120 minuts en la victòria del club contra l'Athletic de Bilbao per arribar a la final, on van perdre per 3-0 contra el Futbol Club Barcelona femení. La següent temporada 2020-2021, va descendir de categoria amb l'EdF Logroño.
El 23 d'agost de 2021, Ballesté va fitxar pel Rayo Vallecano. Després que aquest equip descendís de categoria, va fitxar per l'Sporting Club de Huelva l'agost de 2022.
L'any 2024 va fitxar pel Reial Club Deportiu Espanyol, on té contracte fins al juny de 2026.

## Trajectoria internacional
Nascuda a l'Ampolla, al Baix Ebre, té també per part materna la nacionalitat suïssa, per la qual ha estat convocada amb la selecció de futbol de Suïssa per l'edició de 2025 de l'Eurocopa Femenina de Futbol.